# Белмениј
Белмениј (фр. Belmesnil) насеље је и општина у северној Француској у региону Горња Нормандија, у департману Приморска Сена која припада префектури Дјеп.
По подацима из 2011. године у општини је живело 489 становника, а густина насељености је износила 161,39 становника/km². Општина се простире на површини од 3,03 km². Налази се на средњој надморској висини од 126 метара (максималној 127 m, а минималној 106 m).

## Демографија
| 1962. | 1968. | 1975. | 1982. | 1990. | 1999. | 2011. |
| ----- | ----- | ----- | ----- | ----- | ----- | ----- |
| 299   | 341   | 328   | 381   | 427   | 432   | 489   |

График промене броја становника у току последњих година